# Museo Tomás Espora

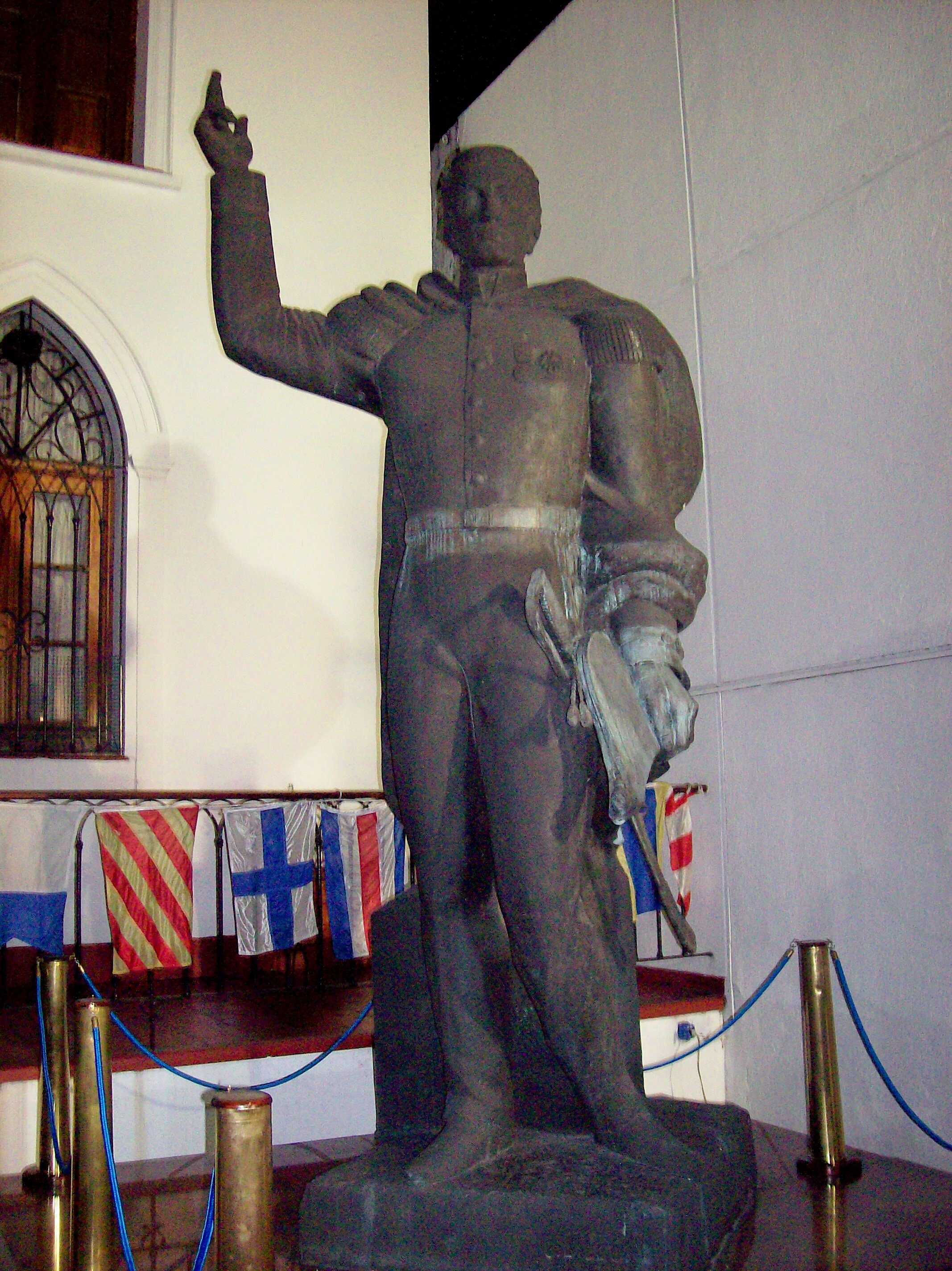
Estatua a Tomás Espora, en la entrada, obra de Juan B. Leone.

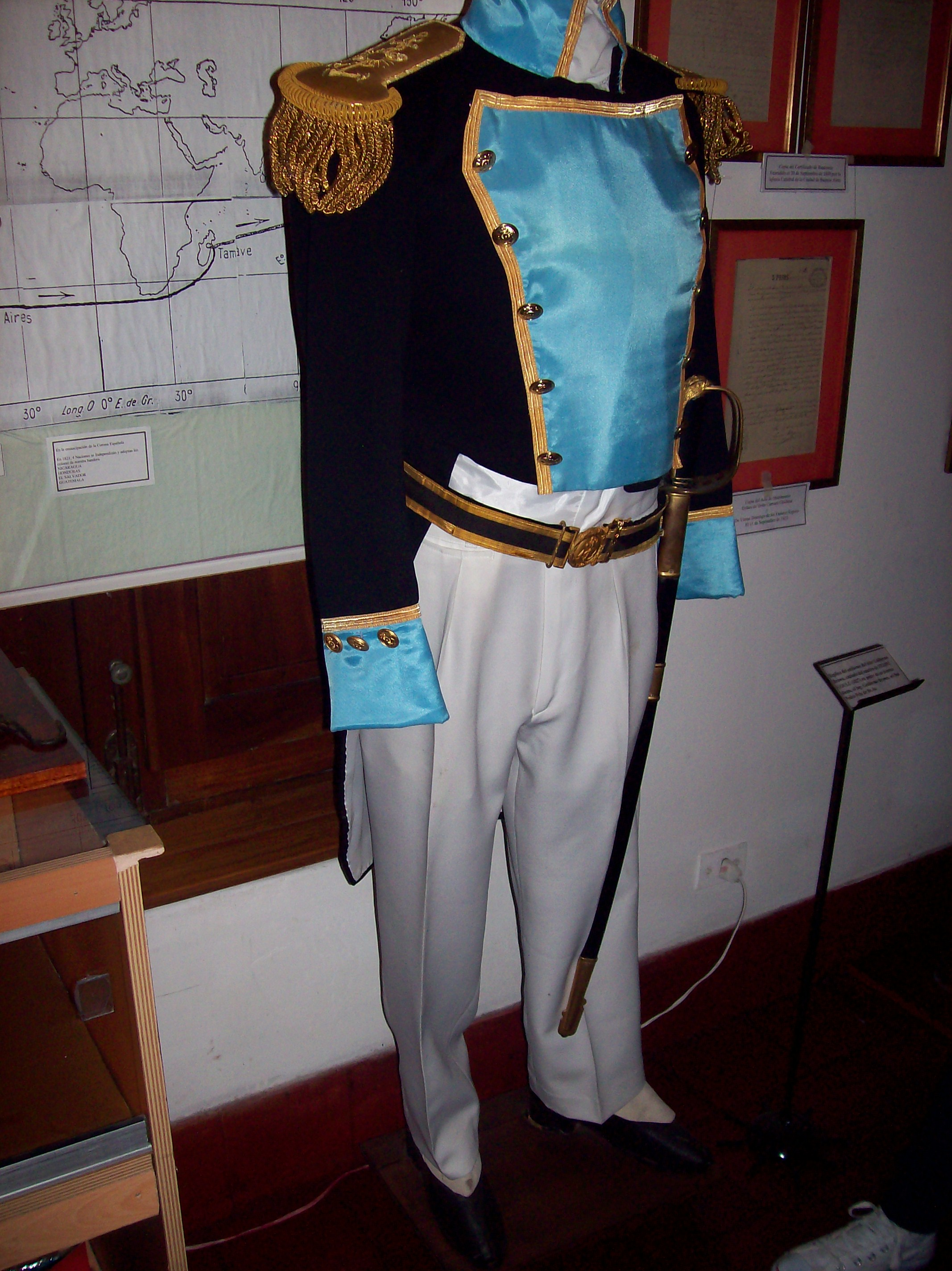
Réplica del uniforme del Coronel Tomás Espora.

El Museo Naval "Coronel de Marina Tomás Espora" es un museo de la ciudad de Buenos Aires, Argentina. Funciona en lo que fue la residencia de este conocido comandante de la Armada Argentina, que él mismo construyó y en donde falleció en 1835. Se encuentra en la Avenida Caseros 2526 del barrio de Parque Patricios. Es un Monumento Histórico Nacional.

## Historia
Tomás Espora (1800-1835) fue un corsario que luchó fervientemente por la independencia de la actual República Argentina y más tarde de otras naciones, y es conocido por ser el primer oficial argentino en haber dado la vuelta al mundo.
Hacia 1823 compró un terreno de 36 682 m² a su tía, María Luisa Ugarte, cercano a los Corrales del Alto, en lo que hoy es el barrio de Parque Patricios. La construcción de su vivienda se estima que fue llevada a cabo al año siguiente. En esta casa pasó Espora los últimos años de su corta vida, ya que en ella falleció a los 35 años.
El edificio pasó por varias manos, hasta que finalmente el 4 de diciembre de 1959 su propietaria en el momento, Henriqueta Macary, viuda de Juan José Podestá, la donó al Estado, con la obligación de ser entregada a la Secretaría de Marina. Esta donación fue aceptada en julio de 1960, realizándose el traspaso en forma definitiva en mayo de 1963, junto con la donación de cartas, documentos, obras y objetos que pertenecieron al coronel Espora.
Al principio al inmueble se le dieron muy diferentes usos (en 1962 vivían en ella cuatro familias y en el fondo había un taller mecánico), y no se hizo mucho por conservarlo, a tal punto que hubo que apuntalarlo para evitar que se derrumbase, hasta que por resolución de la Secretaría de Estado de Marina se dispuso su refacción y la creación en ella del Museo Naval Tomás Espora. 
La propiedad fue declarada Monumento Histórico Nacional mediante el Decreto 1690 del 3 de marzo de 1961. En 1963 comenzó a funcionar el Museo Naval.

## Descripción
El edificio es el casco más antiguo del sur de la ciudad de Buenos Aires. La construcción se encuentra elevada con respecto al nivel de la vereda. Las paredes de 45 cm están realizadas con adobe y la estructura -vigas y columnas- es de madera. La fachada es sencilla, con ojivas como detalles ornamentales en la parte superior de los dinteles de las ventanas de la planta baja. El techo es de tejas francesas a dos aguas; un mirador con un pequeño balcón divide el techo en dos partes iguales. El piso de la planta baja es de ladrillo y el de la planta alta de pinotea con base de ladrillo. 
Una construcción obstruía la visual del casco original hasta que en la década del 70 fue removida dando lugar al patio de armas, al que se accede por una breve escalinata; posee un mástil, una estatua de 2,70 m en homenaje a Espora realizada por Juan B. Leone, y una serie de placas conmemorativas. El piso es de baldosas rojizas.
Por la puerta de acceso se entra a un angosto pasillo con dos ambientes que se abren a los costados, y una escalera de madera que lleva directamente al piso superior. En él se encuentran dos habitaciones más y el acceso al balcón mirador que da a la Avenida Caseros. En esa casa Espora recibía las visitas de Rosas y de Brown.
Brown asistió a su velatorio en esta casa y pidió abrir el cajón por no creer que Espora hubiera fallecido. Allí, dolido por los últimos meses de la vida de Espora y su extraña muerte, pronunció la frase: "Yo conocí el valor de este hombre en combate, se ha perdido una de las espadas más importantes de América, pero lamentablemente pertenece a un país que no sabe reconocer a sus héroes".

## Salas
Originalmente, una de las salas era la de "Combates Navales y Compañeros de Armas"; otra la de "Material Naval y Uniformes" y una tercera, "la de Gloria". En esta última sala es donde murió el prócer y velaron sus restos, conservándose una mesa consola del mobiliario original.
En la actualidad, luego de su rehabilitación en 2003, la disposición es diferente, e incluye una pintura de uno de sus combates, réplicas de su uniforme y el del Almirante Brown y parte del casco de uno de los navíos que comandara Espora.